# Asthenargus edentulus
Asthenargus edentulus is een spinnensoort in de taxonomische indeling van de hangmatspinnen (Linyphiidae).
Het dier behoort tot het geslacht Asthenargus. De wetenschappelijke naam van de soort werd voor het eerst geldig gepubliceerd in 1989 door Andrei V. Tanasevitch.